# Красные Ключи (Самарская область)
Красные Ключи — село в Похвистневском районе Самарской области, административный центр сельского поселения Красные Ключи.
Село является центром движения беседников.

## История
Село основано в 1736 году. Первоначально называлось Архангельские ключи.
В 1871 году в селе на месте обветшавшей столетней церкви была построена деревянная Михаило-Архангельская церковь. В селе с начала XX века существует крупная община беседников. 
В 1918 году переименовано в Красные Ключи.

## Население
| 2010 |
| ---- |
| 657  |

## Достопримечательности
В селе находится Михаило-Архангельская церковь 1871 года постройки. В церкви покоятся мощи святого праведника Петра Чагринского.  Вокруг села бьёт множество ключей, считающихся у православных святыми.
Кроме того в селе сохранился дом, в котором прошло детство Артура Моро.

## Известные уроженцы и жители
В селе родились:
- Михаил Романович Боров (1896—1941) — борец, первый чемпион Советской России среди профессиональных борцов классического (греко-римского) стиля.
- Александр Васильевич Волженский (р. 1899) — советский учёный в области технологии строительных материалов и изделий.
- Кавтаськин, Андрей Семёнович — Герой Советского Союза.
- Лукьянов, Алексей Миронович — эрзянский журналист, писатель, поэт[6].
- Михаил Иванович Чувашов (р. 1909) — эрзянский фольклорист, этнограф, краевед.
- Афанасий Матвеевич Осипов (1909—1989) — эрзянский народный поэт, писавший под псевдонимом Артур Моро.